# Pia Walkenhorst
Pia-Sabrina Walkenhorst (* 15. November 1993 in Essen) ist eine ehemalige deutsche Volleyballspielerin.

## Karriere
Pia Walkenhorst begann beim VC Essen-Borbeck, wo sie von ihrem Vater trainiert wurde. Sie setzte ihre sportliche Ausbildung von 2007 bis 2009 beim VC Olympia Berlin fort. Bei den deutschen Meisterschaften der U16 und U18 erreichte sie 2007 und 2008 jeweils den dritten Platz. 2009 wechselte die Universalspielerin zum Nachwuchsteam des Dresdner SC, dem VCO Dresden. Sie spielte in der Junioren-Nationalmannschaft und nahm mit dieser an der Europameisterschaft teil. Nach einer Saison rückte sie in den Bundesliga-Kader der Dresdnerinnen auf. 2011/12 spielte sie beim Pokalsieger Smart Allianz Stuttgart. Danach wechselte sie in die Zweite Bundesliga zu den CPSV Volleys Chemnitz. 2015 schloss sich Walkenhorst dem Zweitligisten Skurios Volleys Borken an. Nach fünf Spielzeiten in Borken beendete sie nach der Saison 2019/20 ihre Karriere.

## Privates
Pia Walkenhorst stammt aus einer Volleyball-Familie. Ihr Vater war Juniorennationalspieler, ihre ältere Schwester Kira wurde 2016 Olympiasiegerin im Beachvolleyball, ihr Bruder Alexander wurde 2021 deutscher Meister im Beachvolleyball.